# John Grogan
John Grogan (Detroit, 20 de março de 1957) é um jornalista e escritor americano. Ficou famoso mundialmente após escrever o best-seller Marley & Eu, que foi adaptado para o cinema. John Grogan é casado com Jenny, com quem tem três filhos: Patrick, Conor e Colleen.

## História

### Vida
John Grogan nasceu em 20 de março de 1957, em Detroit. Filho de Ruth Marie Howard Grogan e Richard Frank Grogan, John cresceu amando os animais. Na infância teve um cachorro chamado Shaun. Logo após se casar com Jenny, eles compraram em uma fazenda de criação de cachorros um labrador americano do qual deram o nome de Marley.
Durante 13 anos, Marley viveu com eles, compartilhando alegrias e sofrimentos, sempre leal aos seus donos. Quando Marley morreu, John decidiu escrever uma coluna no jornal em que trabalhava para homenageá-lo. Da média de 20 cartas que recebia por cada coluna publicada, recebeu mais de 800 quando falou sobre Marley. Então decidiu escrever o livro Marley & Eu.

### Atualmente
Antes de escrever Marley & Eu, John Grogan já era conhecido nos EUA por causa de suas colunas. Ele foi repórter e colunista de jornais dos estados do Michigan e da Florida antes de se tornar editor-chefe de uma revista de jardinagem.
Atualmente ele é colunista para o The Philadelphia Inquirer. Recentemente escreveu um livro chamado Bad Dogs Have More Fun (Cachorros Encrenqueiros se Divertem Mais, no Brasil). Escreveu também "Meu barco e Eu", "De Volta pra Casa" e "Meu Querido Christopher". Além dos infantis "Marley, o Cãozinho Trapalhão" e "O Natal de Marley".
John Grogan vive hoje com sua mulher e 3 filhos em um sopé de uma montanha próximo a uma floresta na Pensilvânia. Depois da morte de Marley, eles adotaram dois novos cachorros: uma fêmea, Gracie, e um macho, Woodson, ambos labradores.[carece de fontes?]

### Prêmios
John Grogan ganhou diversos prêmios internacionais por causa de Marley & Eu, incluindo o National Press Club's Consumer Journalism Award, SIBA Book Awards e o Quill Award.

### Adaptação deMarley & Eu
Marley & Eu foi adaptado para o cinema pela Twentieth Century Fox. O filme teve início em 3.480 cinemas do Estados Unidos e do Canadá. Foram estimados US$14,75 milhões em seu primeiro dia de exibição, batendo o recorde de "Melhor Natal nas Bilheterias", superando o recorde anterior de US$10,2 milhões obtidos por Ali em 2001.Ganhou um total de US$51,7 milhões em quatro dias e ficou em 1° lugar nas bilheterias, posição que manteve na segunda semana de lançamento. O total de arrecadamento mundial bruto foi de U$244,082,376.
O filme conta no elenco com Owen Wilson interpretando John Grogan e Jennifer Aniston como a sua esposa, Jenny.